# Akyaka (Kars)
Akyaka (ehemals Kızılçakçak, kurdisch Şûrêgel) ist eine Stadt und ein Landkreis der Provinz Kars im Nordosten der Türkei. Akyaka liegt ca. 47 km östlich von der Provinzhauptstadt Kars. Akyaka hieß bis 1961 Kızılçakçak. Die Stadt liegt an der Eisenbahnstrecke von Kars zur armenischen Grenze und an der Fernstraße D 060.
Der kleinste Landkreis der Provinz liegt im Nordosten dieser und grenzt an den Kreis Arpaçay im Westen, den zentralen Landkreis Kars im Süden und an Armenien im Osten. Der Kreis wurde 1988 aus dem östlichen Teil des Kreises Arpaçay gebildet und war bis dahin ein Bucak in diesem. Zur letzten Volkszählung vor der Gebietsänderung (1985) hatte das Bucak 17.457 Einw., darunter die Bucak merkezi Akyaka 3235 Einwohner.
Der Grenzübergang nach Armenien ist seit dem Ausbruch des Konflikts zwischen Armenien und Aserbaidschan 1993 gesperrt.
Nahe der Stadt Akyaka befand sich das armenische Heilige-Erlöser-Kloster von Jerasgawors, das der Aufstauung des Flusses zum Opfer gefallen ist.
Der Kreis bestand Ende 2018 neben der Kreisstadt (18,4 % der Landkreisbevölkerung) aus 26 Dörfern (Köy) mit durchschnittlich 342 Bewohnern. Demirkent ist mit 1079 Einwohnern das größte Dorf. Die Bevölkerungsdichte des Kreises liegt leicht unter dem Provinzdurchschnitt von 28 Einw. je km².